# Колдспрінг (Техас)
Колдспрінг (англ. Coldspring) — місто (англ. city) в США, адміністрітивний центр округу Сан-Джесінто на сході штату Техас, приблизно за 90 кілометрів на північ від Г'юстона і за 250 на схід від Остіна. Населення — 819 осіб (2020).

## Географія
Колдспрінг розташований за координатами 30°35′22″ пн. ш. 95°7′51″ зх. д. / 30.58944° пн. ш. 95.13083° зх. д. (30.589558, -95.130706).  За даними Бюро перепису населення США в 2010 році місто мало площу 4,82 км², з яких 4,81 км² — суходіл та 0,01 км² — водойми.

### Клімат
| Клімат Колдспрінга       | Клімат Колдспрінга | Клімат Колдспрінга | Клімат Колдспрінга | Клімат Колдспрінга | Клімат Колдспрінга | Клімат Колдспрінга | Клімат Колдспрінга | Клімат Колдспрінга | Клімат Колдспрінга | Клімат Колдспрінга | Клімат Колдспрінга | Клімат Колдспрінга | Клімат Колдспрінга |
| Показник                 | Січ.               | Лют.               | Бер.               | Квіт.              | Трав.              | Черв.              | Лип.               | Серп.              | Вер.               | Жовт.              | Лист.              | Груд.              | Рік                |
| Абсолютний максимум, °C  | 28                 | 32                 | 32                 | 34                 | 37                 | 39                 | 41                 | 43                 | 41                 | 36                 | 32                 | 28                 | 43                 |
| Середній максимум, °C    | 16                 | 18                 | 22                 | 26                 | 29                 | 32                 | 34                 | 34                 | 32                 | 27                 | 21                 | 17                 | 26                 |
| Середній мінімум, °C     | 3                  | 4                  | 8                  | 12                 | 17                 | 20                 | 22                 | 21                 | 19                 | 13                 | 8                  | 4                  | 13                 |
| Абсолютний мінімум, °C   | −13                | −10                | −7                 | −3                 | 4                  | 9                  | 12                 | 11                 | 3                  | −4                 | −9                 | −16                | −16                |
| Норма опадів, мм         | 117.6              | 90.4               | 91.7               | 94.7               | 137.2              | 150.6              | 74.9               | 89.4               | 113.0              | 111.8              | 124.2              | 122.4              | 1317.9             |
| ------------------------ | ------------------ | ------------------ | ------------------ | ------------------ | ------------------ | ------------------ | ------------------ | ------------------ | ------------------ | ------------------ | ------------------ | ------------------ | ------------------ |
| Джерело: www.weather.com |                    |                    |                    |                    |                    |                    |                    |                    |                    |                    |                    |                    |                    |

## Демографія
Згідно з переписом 2010 року, у місті мешкали 853 особи в 316 домогосподарствах у складі 204 родин. Густота населення становила 177 осіб/км².  Було 373 помешкання (77/км²).
Расовий склад населення:
| - 66,1 % — білих - 29,2 % — чорних або афроамериканців - 2,0 % — азіатів |

До двох чи більше рас належало 2,0 %. Частка іспаномовних становила 2,8 % від усіх жителів.
За віковим діапазоном населення розподілялося таким чином: 26,4 % — особи молодші 18 років, 58,8 % — особи у віці 18—64 років, 14,8 % — особи у віці 65 років та старші. Медіана віку мешканця становила 36,8 року. На 100 осіб жіночої статі у місті припадало 94,3 чоловіків;  на 100 жінок у віці від 18 років та старших — 88,6 чоловіків також старших 18 років.
Середній дохід на одне домашнє господарство  становив 44 960 доларів США (медіана — 36 750), а середній дохід на одну сім'ю — 56 003 долари (медіана — 51 250). Медіана доходів становила 36 875 доларів для чоловіків та 31 875 доларів для жінок. За межею бідності перебувало 20,1 % осіб, у тому числі 18,1 % дітей у віці до 18 років та 19,0 % осіб у віці 65 років та старших.
Цивільне працевлаштоване населення становило 276 осіб. Основні галузі зайнятості: освіта, охорона здоров'я та соціальна допомога — 31,5 %, виробництво — 13,8 %, мистецтво, розваги та відпочинок — 11,2 %, роздрібна торгівля — 9,1 %.

## Галерея
|  |  |  |  |